# 穆罕默德·利萨·巴列维·伊斯法哈尼
穆罕默德·利萨·巴列维·伊斯法哈尼（1998年8月6日—），印尼男子羽毛球運動員，隸屬雅加达Jaya Raya俱樂部。

## 羽球生涯
2015年6月，穆罕默德·利萨·巴列维·伊斯法哈尼代表印尼参加泰國曼谷举办的亞洲青年羽毛球錦標賽，随队赢得团体赛季军。
2017年2月，穆罕默德·利萨·巴列维·伊斯法哈尼與凯纳斯·阿迪·哈迪安托出戰伊朗羽毛球國際挑戰賽，在男双决赛以0比3（8-11、8-11、9-11）不敌赛会2号种子、印度的阿琼·马塔蒂尔·拉马钱德兰/拉馬錢德蘭·斯洛，赢得亚军。同年3月，他与凯纳斯·阿迪·哈迪安托出战奧爾良羽毛球國際挑戰賽，在男双决赛以1比2（12-21、21-14、17-21）不敌中華台北的廖敏竣/蘇敬恒，赢得亚军。同年8月，他与凯纳斯·阿迪·哈迪安托出战紐西蘭羽毛球黃金大獎賽，在男双準决赛以0比2（13-21、15-21）不敌赛会头号种子、中華台北强档的陳宏麟/王齊麟。同年9月，他与凯纳斯·阿迪·哈迪安托出战新加坡羽毛球國際系列賽，在男双决赛以2比0（21-18、21-18）击败了赛会6号种子、队友的阿克巴·宾唐·察尤诺/乔瓦尼·迪基·奥克塔万，夺得其首个国际赛双打冠军。同年10月，他与凯纳斯·阿迪·哈迪安托出战印尼羽毛球國際挑戰賽，在男双决赛以0比2（18-21、18-21）不敌赛会4号种子、队友的萨巴尔·卡里亚曼·古塔马/弗兰基·维加亚·普特拉，赢得亚军。
2018年3月，穆罕默德·利萨·巴列维·伊斯法哈尼與阿克巴·宾唐·察尤诺出战奧爾良羽毛球大師賽，在男双準决赛以1比2（14-21、21-13、16-21）不敌马来西亚的谢俊康/陈蔚元。同年4月，他与阿克巴·宾唐·察尤诺出战芬蘭羽毛球公開賽，在男双决赛以2比0（21-14、21-17）击败了队友的里汉·诺法勒·库沙尔扬托/普拉穆迪亚·库苏马瓦达纳·里扬托，赢得冠军。

## 主要比賽成績
只列出曾進入準決賽的國際賽事成績：
| 年份   | 賽事                       | 公開賽級別 | 項目     | 搭檔                       | 成績   |
| ------ | -------------------------- | ---------- | -------- | -------------------------- | ------ |
| 2015年 | 亞洲青年羽毛球錦標賽       | 其他       | 混合團體 | －                         | 銅牌   |
| 2017年 | 伊朗羽毛球國際挑戰賽       | 國際挑戰賽 | 男子雙打 | 凯纳斯·阿迪·哈迪安托       | 亞軍   |
| 2017年 | 奧爾良羽毛球國際挑戰賽     | 國際挑戰賽 | 男子雙打 | 凯纳斯·阿迪·哈迪安托       | 亞軍   |
| 2017年 | 印尼羽毛球國際系列賽       | 國際系列賽 | 男子雙打 | 凯纳斯·阿迪·哈迪安托       | 亞軍   |
| 2017年 | 紐西蘭羽毛球黃金大獎賽     | 黃金大獎賽 | 男子雙打 | 凯纳斯·阿迪·哈迪安托       | 準決賽 |
| 2017年 | 新加坡羽毛球國際系列賽     | 國際系列賽 | 男子雙打 | 凯纳斯·阿迪·哈迪安托       | 冠軍   |
| 2017年 | 印尼羽毛球國際挑戰賽       | 國際挑戰賽 | 男子雙打 | 凯纳斯·阿迪·哈迪安托       | 亞軍   |
| 2018年 | 奧爾良羽毛球大師賽         | 超級100賽  | 男子雙打 | 阿克巴·宾唐·察尤诺         | 準決賽 |
| 2018年 | 芬蘭羽毛球公開賽           | 國際挑戰賽 | 男子雙打 | 阿克巴·宾唐·察尤诺         | 冠軍   |
| 2018年 | 秋田羽毛球大師賽           | 超級100賽  | 男子雙打 | 阿克巴·宾唐·察尤诺         | 冠軍   |
| 2018年 | 海得拉巴羽毛球公開賽       | 超級100賽  | 男子雙打 | 阿克巴·宾唐·察尤诺         | 亞軍   |
| 2018年 | 印尼邦加勿里洞羽毛球大師賽 | 超級100賽  | 男子雙打 | 阿克巴·宾唐·察尤诺         | 準決賽 |
| 2021年 | 奧爾良羽毛球大師賽         | 超級100賽  | 男子雙打 | 萨巴尔·卡里亚曼·古塔马     | 準決賽 |
| 2021年 | 西班牙羽毛球大師賽         | 超級300賽  | 男子雙打 | 薩巴爾·卡里亞曼·古塔馬     | 亞軍   |
| 2022年 | 新加坡羽毛球公開賽         | 超級500賽  | 男子雙打 | 萨巴尔·卡里亚曼·古塔马     | 準決賽 |
| 2022年 | 印尼羽毛球國際系列賽       | 國際系列賽 | 混合雙打 | 梅拉蒂·达伊瓦·奥克塔维亚尼 | 亞軍   |
| 2022年 | 越南羽毛球公開賽           | 超級100賽  | 男子雙打 | 萨巴尔·卡里亚曼·古塔马     | 準決賽 |
| 2023年 | 泰國羽毛球國際挑戰賽       | 國際挑戰賽 | 男子雙打 | 萨巴尔·卡里亚曼·古塔马     | 準決賽 |
| 2023年 | 印尼羽毛球國際挑戰賽       | 國際挑戰賽 | 男子雙打 | 萨巴尔·卡里亚曼·古塔马     | 亞軍   |
| 2023年 | 印尼棉蘭羽毛球大師賽       | 超級100賽  | 男子雙打 | 萨巴尔·卡里亚曼·古塔马     | 冠軍   |
| 2024年 | 奧爾良羽毛球大師賽         | 超級300賽  | 男子雙打 | 薩巴爾·卡里亞曼·古塔馬     | 亞軍   |
| 2024年 | 瑞士羽毛球公開賽           | 超級300賽  | 男子雙打 | 薩巴爾·卡里亞曼·古塔馬     | 準決賽 |
| 2024年 | 西班牙馬德里羽毛球大師賽   | 超級300賽  | 男子雙打 | 薩巴爾·卡里亞曼·古塔馬     | 冠軍   |
| 2024年 | 印尼羽毛球公開賽           | 超級1000賽 | 男子雙打 | 薩巴爾·卡里亞曼·古塔馬     | 準決賽 |
| 2024年 | 香港羽毛球公開賽           | 超級500賽  | 男子雙打 | 薩巴爾·卡里亞曼·古塔馬     | 亞軍   |
| 2024年 | 澳門羽毛球公開賽           | 超級300賽  | 男子雙打 | 薩巴爾·卡里亞曼·古塔馬     | 亞軍   |
| 2024年 | 中國羽毛球大師賽           | 超級750賽  | 男子雙打 | 薩巴爾·卡里亞曼·古塔馬     | 亞軍   |
| 2024年 | 世界羽聯世界巡迴賽總決賽   | 總決賽     | 男子雙打 | 薩巴爾·卡里亞曼·古塔馬     | 準決賽 |
| 2025年 | 全英羽毛球公開賽           | 超級1000賽 | 男子雙打 | 薩巴爾·卡里亞曼·古塔馬     | 準決賽 |
| 2025年 | 印尼羽毛球公開賽           | 超級1000賽 | 男子雙打 | 薩巴爾·卡里亞曼·古塔馬     | 亞軍   |
| 2025年 | 澳門羽毛球公開賽           | 超級300賽  | 男子雙打 | 薩巴爾·卡里亞曼·古塔馬     | 亞軍   |

| 2007-2017年 | 首要超級賽 | 超級賽 | 黃金大獎賽 | 大獎賽 | 國際挑戰賽 | 國際系列賽 | 未來系列賽 | 其他 |

| 2018-2026年 | 總決賽 | 超級1000賽 | 超級750賽 | 超級500賽 | 超級300賽 | 超級100賽 | 國際挑戰賽 | 國際系列賽 | 未來系列賽 | 其他 |

## 主要對賽紀錄
穆罕默德·利萨·巴列维·伊斯法哈尼與主要對手的對賽成績如下（只列出對賽三次或以上對手，僅包括影響世界排名積分的賽事，截至2025年3月6日）：
男雙 - 萨巴尔·卡里亚曼·古塔马
印尼国家队队员
| 對手                                 | 對賽次數 | 對賽結果 | 對賽結果 | 總計 |
| 對手                                 | 對賽次數 | 勝       | 負       | 總計 |
| ------------------------------------ | -------- | -------- | -------- | ---- |
| 穆罕默德·肖希布·菲克里 巴加斯·毛拉纳 | 3        | 2        | 1        | +1   |

其他选手
| 對手                 | 對賽次數 | 對賽結果 | 對賽結果 | 總計 |
| 對手                 | 對賽次數 | 勝       | 負       | 總計 |
| -------------------- | -------- | -------- | -------- | ---- |
| 朱奈迪·阿里夫 葉睿慶 | 4        | 3        | 1        | +2   |
| 王昶 梁伟铿          | 4        | 1        | 3        | -2   |
| 吴汶锝 马俊铭        | 3        | 3        | 0        | +3   |
| 陈胜发 陈政宽        | 3        | 3        | 0        | +3   |
| 肖恩·文迪 本·莱恩    | 3        | 0        | 3        | -3   |
| 唐凯威 盧明哲        | 3        | 1        | 2        | -1   |

## 外部連結
- 穆罕默德·利萨·巴列维·伊斯法哈尼在世界羽球聯盟的登錄資料